# Catocala clara
Catocala clara är en fjärilsart som beskrevs av Ludwig Osthelder. Catocala clara ingår i släktet Catocala och familjen nattflyn. Inga underarter finns listade i Catalogue of Life.